# Stern John
Stern John (Tunapuna, Trinidad e Tobago, 30 de outubro de 1976) é um ex-futebolista de Trinidad e Tobago que jogava como atacante. Atualmente é treinador da Seleção Anguilana de Futebol.
Pela seleção trinitária, é o maior goleador da história com 70 gols em 115 jogos, numa trajetória de 16 anos pela seleção.[carece de fontes?]

## Carreira

### Começo
John nasceu em Tunapuna, em Trinidad e Tobago e mudou-se para os Estados Unidos para o Mercer County Community College em 1995. Ingressou no Columbus Crew, da MLS, vindo do extinto New Orleans Riverboat Gamblers, para a temporada de 1998. Por recomendação de seu primo mais velho, o zagueiro do Columbus Crew e internacional de Trinidad e Tobago, Ansil Elcock, John fez um teste com o Crew, onde se tornou um dos artilheiros mais prolíficos da história da liga. Em 1998, John liderou o campeonato com 26 gols, recorde eesse que  o coloca empatado em 5° nos maiores artilheiros da MLS por gols em uma temporada, e também com 57 pontos para ser eleito o campeão de pontuação da MLS. Ele também foi nomeado para o MLS Best XI naquele ano e empatou na liderança com 18 gols em 1999.

### Nottingham Forest
Após 2 grandes temporadas no Columbus, em 1999 John foi adquirido pela Nottingham Forest, que disputava a Premier League por uma taxa de £ 1,5 milhão. No entanto, eventuais dificuldades financeiras em Forest após o fracasso da oferta da equipe na promoção forçaram a venda de John para o Birmingham City em fevereiro de 2002, então empurrando para a promoção à Premier League, pela soma de £ 100.000. John marcou 18 gols em 49 partidas pelo Forest.

### Birmingham City
John só conseguiu marcar 9 gols na Premier League, mas fez quase 60 jogos na Premier League em 2 temporada, sendo um jogador voluntarioso e alguns momentos de destaque com a camisa azul do Birmingham, como seu gol contra o West Ham em 2002, sendo o de empate no último minuto em Villa Park no clássico de Birmingham e seu gol no último minuto contra o Millwall, que colocou o Birmingham na final dos Playoff em 2002. Neste jogo inclusive, marcou um dos pênaltis na disputa final do play-off para ajudar o Birmingham a ser promovido à Premier League. Popular entre os fãs de Birmingham por seus gols cruciais e às vezes brilhantes, acabou se desentendendo com a administração do clube e foi vendido para Coventry City em 14 de setembro de 2004.

### Coventry City
Em sua primeira temporada com o Coventry, John terminou como vice-artilheiro da equipe com 12 gols, apesar de ter começado sido titular em apenas metade dos jogos de Coventry.

### Derby County
No início da temporada 2005-06, após a contratação de James Scowcroft, John ficou fora dos planos do técnico Micky Adams para a temporada. Como resultado, ele foi emprestado ao Derby County em 16 de setembro de 2005, mas retornou ao Coventry 3 meses depois.

### Sunderland
Em 29 de janeiro de 2007, John foi transferido para o Sunderland, por valores não revelados. John foi a sexta contratação do técnico do Sunderland, Roy Keane, na janela de transferência de janeiro da temporada 2006-07. Ele marcou seus primeiros gols contra o Southend United, em uma vitória por 4 a 0 em 17 de fevereiro de 2007.

### Southampton
Em 29 de agosto de 2007, John mudou-se para o Southampton, como parte de um acordo que levou a trocar de equipe com seu colega de seleçã, Kenwyne Jones.
Ele marcou seus primeiros gols com 2 na vitória por 3 a 2 contra o West Bromwich Albion em 6 de outubro de 2007. A partir de então, ele marcou regularmente pelo The Saints, com 9 gols em suas primeiras 15 partidas, incluindo um hat-trick contra Hull City em 8 de dezembro de 2007. Ele terminou o 4° maior artilheiro da temporada 2007-08, com 19 gols pelo Southampton. (Ele também marcou uma vez pelo Sunderland na Premier League antes de sua transferência.) Antes de ser expulso por xingamentos, John marcou 2 gols, incluindo o da vitória da partida, no último jogo do Southampton da temporada contra o Sheffield United, como os Saints por pouco evitaram o rebaixamento para a 2a divisão.

### Bristol City
John foi emprestado para Bristol City em outubro de 2008 até o final da temporada de 2008-09. John fez sua primeira aparição no Bristol City, entrando no 2° tempo, contra o Barnsley em um empate por 0-0. John marcou seu primeiro gol pelo Bristo na derrota por 4–1 para o Reading no Ashton Gate Stadium em 1º de novembro de 2008.

### Crystal Palace
Em 29 de julho de 2009, John assinou com o Crystal Palace em um contrato de um ano depois de recusar uma oferta para ficar no Southampton. Ele fez sua estreia na primeira jornada da temporada contra o Plymouth Argyle, ele teve que sair aos 35 minutos devido a uma lesão. Ele voltou em meados de outubro, mas ingressou na Ipswich Town por um empréstimo de um mês no final de novembro. Ele marcou seu primeiro gol pelo Ipswich em uma vitória por 3-2 sobre o Coventry City em 16 de janeiro de 2010. Após seu retorno ao Palace, ele marcou seu primeiro gol pelo clube em uma vitória por 3-1 em Watford em 30 de março de 2010. O gerente do novo Palace, George Burley, esperava discutir o futuro do jogador no final da temporada, mas não houve nenhuma conversa e John deixou o clube.

### Solihull Moors
Em agosto de 2012, após duas temporadas fora do futebol inglês, John voltou, assinando com o Solihull Moors.No entanto, até novembro de 2012, ele ainda não havia participado de nenhuma competição pelo clube.

### WASA FC
John se aposentou e voltou para sua terra natal, Trinidad e Tobago, após sua passagem por Solihull Moors. Ele saiu da aposentadoria pela segunda vez para se juntar ao WASA FC da Super Liga Nacional de Trinidad e Tobago em janeiro de 2014. Ele marcou em logo em sua estréia.

### Central F.C.
John voltou a se aposentar em 2016, quando foi nomeado jogador-treinador do Central F.C. na Liga TT Pro

## Estatísticas

### Clubes
| Clube             | Temporada    | Campeonato Nacional | Campeonato Nacional | Copa Nacional | Copa Nacional | Outros torneios | Outros torneios | Total | Total |
| Clube             | Temporada    | Jogos               | Gols                | Jogos         | Gols          | Jogos           | Gols            | Jogos | Gols  |
| ----------------- | ------------ | ------------------- | ------------------- | ------------- | ------------- | --------------- | --------------- | ----- | ----- |
| Columbus Crew     | 1998         | 27                  | 26                  | 3             | 1             | 5               | 3               | 35    | 30    |
| Columbus Crew     | 1999         | 28                  | 18                  | 2             | 2             | 5               | 5               | 35    | 25    |
| Columbus Crew     | Total        | 55                  | 44                  | 5             | 3             | 10              | 8               | 70    | 55    |
| Nottingham Forest | 1999–2000    | 17                  | 3                   | 3             | 0             | —               | —               | 20    | 3     |
| Nottingham Forest | 2000–01      | 29                  | 2                   | 3             | 1             | —               | —               | 32    | 3     |
| Nottingham Forest | 2001–02      | 26                  | 13                  | 2             | 1             | —               | —               | 28    | 14    |
| Nottingham Forest | Total        | 72                  | 18                  | 8             | 2             | —               | —               | 80    | 20    |
| Birmingham City   | 2001–02      | 15                  | 7                   | —             | —             | 3               | 1               | 18    | 8     |
| Birmingham City   | 2002–03      | 30                  | 5                   | 2             | 4             | —               | —               | 32    | 9     |
| Birmingham City   | 2003–04      | 29                  | 4                   | 3             | 0             | —               | —               | 32    | 4     |
| Birmingham City   | 2004–05      | 3                   | 0                   | —             | —             | —               | —               | 3     | 0     |
| Birmingham City   | Total        | 77                  | 16                  | 5             | 4             | 3               | 1               | 85    | 21    |
| Coventry City     | 2004–05      | 30                  | 11                  | 3             | 1             | —               | —               | 33    | 12    |
| Coventry City     | 2005–06      | 25                  | 10                  | 4             | 1             | —               | —               | 29    | 11    |
| Coventry City     | 2006–07      | 23                  | 5                   | 3             | 1             | —               | —               | 26    | 6     |
| Coventry City     | Total        | 78                  | 26                  | 10            | 3             | —               | —               | 88    | 29    |
| Derby County      | 2005–06      | 7                   | 0                   | —             | —             | —               | —               | 7     | 0     |
| Sunderland        | 2006–07      | 15                  | 4                   | —             | —             | —               | —               | 15    | 4     |
| Sunderland        | 2007–08      | 1                   | 1                   | —             | —             | —               | —               | 1     | 1     |
| Sunderland        | Total        | 16                  | 5                   | —             | —             | —               | —               | 16    | 5     |
| Southampton       | 2007–08      | 40                  | 19                  | 2             | 0             | —               | —               | 42    | 19    |
| Southampton       | 2008–09      | 7                   | 0                   | 3             | 1             | —               | —               | 10    | 1     |
| Southampton       | Total        | 47                  | 19                  | 5             | 1             | —               | —               | 52    | 20    |
| Bristol City      | 2008–09      | 24                  | 2                   | 2             | 0             | —               | —               | 26    | 2     |
| Crystal Palace    | 2009–10      | 16                  | 2                   | —             | —             | —               | —               | 16    | 2     |
| Ipswich Town      | 2009–10      | 7                   | 1                   | 2             | 0             | —               | —               | 9     | 1     |
| Career total      | Career total | 399                 | 133                 | 37            | 13            | 13              | 9               | 449   | 155   |

### Gols pela seleção
Fonte:[carece de fontes?]
| No. | Data                    | Local                               | Adversário               | Resultado | Competição                                                                       |
| --- | ----------------------- | ----------------------------------- | ------------------------ | --------- | -------------------------------------------------------------------------------- |
| 1   | 15 de fevereiro de 1995 | Port of Spain, Trinidad e Tobago    | Finlândia                | 2–1       | Amistoso                                                                         |
| 2   | 6 de março de 1996      | Miami, Estados Unidos               | Haiti                    | 2–0       | Amistoso                                                                         |
| 3   | 2 de junho 1996         | Port of Spain, Trinidad e Tobago    | Martinica                | 2–1       | Copa do Caribe                                                                   |
| 4   | 23 de junho de 1996     | Port of Spain, Trinidad e Tobago    | República Dominicana     | 8–0       | Eliminatórias da Copa do Mundo FIFA de 1998 - América do Norte, Central e Caribe |
| 5   | 23 de junho de 1996     | Port of Spain, Trinidad e Tobago    | República Dominicana     | 8–0       | Eliminatórias da Copa do Mundo FIFA de 1998 - América do Norte, Central e Caribe |
| 6   | 23 de junho de 1996     | Port of Spain, Trinidad e Tobago    | República Dominicana     | 8–0       | Eliminatórias da Copa do Mundo FIFA de 1998 - América do Norte, Central e Caribe |
| 7   | 18 de dezembro de 1997  | Fort-de-France, Martinica           | Martinica                | 2–3       | Amistoso                                                                         |
| 8   | 4 de janeiro de 1998    | Bridgetown, Barbados                | Barbados                 | 1–0       | Amistoso                                                                         |
| 9   | 1 de fevereiro de 1998  | Oakland, Estados Unidos             | Honduras                 | 3–1       | Copa da Ouro da CONCACAF de 1998                                                 |
| 10  | 1 de fevereiro de 1998  | Oakland, Estados Unidos             | Honduras                 | 3–1       | Copa da Ouro da CONCACAF de 1998                                                 |
| 11  | 22 de julho de 1998     | Port of Spain, Trinidad e Tobago    | Antigua and Barbuda      | 3–2       | Copa do Caribe de 1998                                                           |
| 12  | 24 de julho de 1998     | Port of Spain, Trinidad e Tobago    | Martinica                | 2–1       | Copa do Caribe de 1998                                                           |
| 13  | 24 de julho de 1998     | Port of Spain, Trinidad e Tobago    | Martinica                | 2–1       | Copa do Caribe de 1998                                                           |
| 14  | 26 de julho de 1998     | Port of Spain, Trinidad e Tobago    | Dominica                 | 8–0       | Copa do Caribe de 1998                                                           |
| 15  | 26 de julho de 1998     | Port of Spain, Trinidad e Tobago    | Dominica                 | 8–0       | Copa do Caribe de 1998                                                           |
| 16  | 26 de julho de 1998     | Port of Spain, Trinidad e Tobago    | Dominica                 | 8–0       | Copa do Caribe de 1998                                                           |
| 17  | 26 de julho de 1998     | Port of Spain, Trinidad e Tobago    | Dominica                 | 8–0       | Copa do Caribe de 1998                                                           |
| 18  | 29 de julho de 1998     | Port of Spain, Trinidad e Tobago    | Haiti                    | 4–1       | Copa do Caribe de 1998                                                           |
| 19  | 29 de julho de 1998     | Port of Spain, Trinidad e Tobago    | Haiti                    | 4–1       | Copa do Caribe de 1998                                                           |
| 20  | 31 de julho de 1998     | Port of Spain, Trinidad e Tobago    | Jamaica                  | 1–2       | Copa do Caribe de 1998                                                           |
| 21  | 28 de março de 1999     | Port of Spain, Trinidad e Tobago    | Jamaica                  | 2–0       | Amistoso                                                                         |
| 22  | 6 de maio de 1999       | Port of Spain, Trinidad e Tobago    | África do Sul            | 2–0       | Amistoso                                                                         |
| 23  | 3 de junho de 1999      | Port of Spain, Trinidad e Tobago    | Jamaica                  | 1–0       | Copa do Caribe de 1998                                                           |
| 24  | 11 de junho de 1999     | Port of Spain, Trinidad e Tobago    | Haiti                    | 6–1       | Copa do Caribe de 1998                                                           |
| 25  | 13 de junho de 1999     | Port of Spain, Trinidad e Tobago    | Cuba                     | 2–1       | Copa do Caribe de 1998                                                           |
| 26  | 8 de setembro de 1999   | Miami, Estados Unidos               | Colombia                 | 4–3       | Amistoso                                                                         |
| 27  | 8 de setembro de 1999   | Miami, Estados Unidos               | Colombia                 | 4–3       | Amistoso                                                                         |
| 28  | 8 de setembro de 1999   | Miami, Estados Unidos               | Colombia                 | 4–3       | Amistoso                                                                         |
| 29  | 17 de novembro de 1999  | Tegucigalpa, Honduras               | Honduras                 | 2–3       | Amistoso                                                                         |
| 30  | 17 de novembro de 1999  | Tegucigalpa, Honduras               | Honduras                 | 2–3       | Amistoso                                                                         |
| 31  | 25 de fevereiro 2001    | Grande Caimão, Ilhas Cayman         | Ilhas Caimão             | 3–0       | Amistoso                                                                         |
| 32  | 15 de maio de 2001      | Malabar, Trinidad e Tobago          | Barbados                 | 5–0       | Copa do Caribe de 2001                                                           |
| 33  | 15 de maio de 2001      | Malabar, Trinidad e Tobago          | Barbados                 | 5–0       | Copa do Caribe de 2001                                                           |
| 34  | 22 de maio de 2001      | Port of Spain, Trinidad e Tobago    | Cuba                     | 2–0       | Copa do Caribe de 2001                                                           |
| 35  | 16 de junho de 2001     | Port of Spain, Trinidad e Tobago    | Honduras                 | 2–4       | Eliminatórias da Copa do Mundo FIFA de 2002 - América do Norte, Central e Caribe |
| 36  | 23 de junho de 2001     | Prospect, Bermudas                  | Bermuda                  | 5–0       | Amistoso                                                                         |
| 37  | 23 de junho de 2001     | Prospect, Bermudas                  | Bermuda                  | 5–0       | Amistoso                                                                         |
| 38  | 30 de Junho de 2001     | Port of Spain, Trinidad e Tobago    | Jamaica                  | 1–2       | Eliminatórias da Copa do Mundo FIFA de 2002 - América do Norte, Central e Caribe |
| 39  | 7 de outubro de 2001    | San Pedro Sula, Honduras            | Honduras                 | 1–0       | Eliminatórias da Copa do Mundo FIFA de 2002 - América do Norte, Central e Caribe |
| 40  | 20 de janeiro de 2002   | Miami, Estados Unidos               | Costa Rica               | 1–1       | Copa do Ouro de CONCACAF de 2003                                                 |
| 41  | 26 de março de 2003     | Port of Spain, Trinidad e Tobago    | Antigua e Barbuda        | 2–0       | Copa do Ouro de CONCACAF 2003                                                    |
| 42  | 28 de março de 2003     | Tunapuna, Trinidad e Tobago         | Guadelupe                | 1–0       | Copa do Ouro de CONCACAF de 2003                                                 |
| 43  | 30 de março de 2003     | Marabella, Trinidad e Tobago        | Cuba                     | 1–3       | Copa do Ouro de CONCACAF de 2003                                                 |
| 44  | 3 de julho de 2003      | Port of Spain, Trinidad e Tobago    | Venezuela                | 2–2       | Amistoso                                                                         |
| 45  | 3 de julho de 2003      | Port of Spain, Trinidad e Tobago    | Venezuela                | 2–2       | Amistoso                                                                         |
| 46  | 31 de março de 2004     | Cairo, Egito                        | Egito                    | 1–2       | Amistoso                                                                         |
| 47  | 23 de maio de 2004      | West Bromwich, Inglaterra           | Iraque                   | 2–0       | Amistoso                                                                         |
| 48  | 23 de maio de 2004      | West Bromwich, Inglaterra           | Iraque                   | 2–0       | Amistoso                                                                         |
| 49  | 30 se maio de 2004      | Edimburgo, Escócia                  | Escócia                  | 1–4       | Amistoso                                                                         |
| 50  | 13 de junho de 2004     | Santo Domingo, República Dominicana | República Dominicana     | 4–0       | 2006 World Cup qualifier                                                         |
| 51  | 13 de junho de 2004     | Santo Domingo, República Dominicana | República Dominicana     | 4–0       | 2006 World Cup qualifier                                                         |
| 52  | 4 de setembro de 2004   | Basseterre, São Cristóvão e Nevis   | São Cristóvão e Nevis    | 2–1       | 2006 World Cup qualifier                                                         |
| 53  | 8 de setembro de 2004   | Port of Spain, Trinidad e Tobago    | México                   | 1–3       | 2006 World Cup qualifier                                                         |
| 54  | 13 de junho de 2004     | Marabella, Trinidad e Tobago        | São Cristóvão e Nevis    | 5–1       | 2006 World Cup qualifier                                                         |
| 55  | 13 de junho de 2004     | Marabella, Trinidad e Tobago        | São Cristóvão e Nevis    | 5–1       | 2006 World Cup qualifier                                                         |
| 56  | 3 de fevereiro de 2005  | Port of Spain, Trinidad e Tobago    | Haiti                    | 2–1       | Friendly                                                                         |
| 57  | 25 de maio de 2005      | Port of Spain, Trinidad e Tobago    | Bermudas                 | 4–0       | Friendly                                                                         |
| 58  | 27 de maio de 2005      | Marabella, Trinidad e Tobago        | Bermudas                 | 1–0       | Friendly                                                                         |
| 59  | 4 de junho de 2005      | Port of Spain, Trinidad e Tobago    | Panamá                   | 2–0       | 2006 World Cup qualifier                                                         |
| 60  | 3 de setembro de 2005   | Port of Spain, Trinidad e Tobago    | Guatemala                | 3–2       | 2006 World Cup qualifier                                                         |
| 61  | 3 de setembro de 2005   | Port of Spain, Trinidad e Tobago    | Guatemala                | 3–2       | 2006 World Cup qualifier                                                         |
| 62  | 8 de outubro de 2005    | Cidade do Panamá, Panama            | Panamá                   | 1–0       | 2006 World Cup qualifier                                                         |
| 63  | 12 de outubro de 2005   | Port of Spain, Trinidad e Tobago    | México                   | 2–1       | 2006 World Cup qualifier                                                         |
| 64  | 12 de outubro de 2005   | Port of Spain, Trinidad e Tobago    | México                   | 2–1       | 2006 World Cup qualifier                                                         |
| 65  | 27 de maio de 2006      | Graz, Austria                       | País de Gales            | 1–2       | Friendly                                                                         |
| 66  | 7 de outubro de2006     | Port of Spain, Trinidad e Tobago    | São Vicente e Granadinas | 5–0       | Friendly                                                                         |
| 67  | 7 de outubro de2006     | Port of Spain, Trinidad e Tobago    | São Vicente e Granadinas | 5–0       | Friendly                                                                         |
| 68  | 15 de junho de 2008     | Tunapuna, Trinidad e Tobago         | Bermudas                 | 1–2       | 2010 World Cup qualifier                                                         |
| 69  | 22 de junho de 2008     | Hamilton, Bermudas                  | Bermudas                 | 2–0       | 2010 World Cup qualifier                                                         |
| 70  | 21 de agosto de 2011    | Port of Spain, Trinidad e Tobago    | India                    | 3–0       | Friendly                                                                         |

1. Jogos conta Martinica e Guadelupe não são considerados pela FIFA.

## Títulos

### Columbus Crew
- Artilheiro da MLS: 26 gols
- Chuteira de ouro da MLS: 1988
- MLS Best XI: 1998
- Jogador trindadino de ano de 2002

### Sunderland
- EFL Championship: 2006–07